# Egbert Haverkamp-Begemann
Egbert Haverkamp-Begemann (* 6. März 1923 in Naarden, Provinz Nordholland; † 5. August 2017 in New York) war ein niederländisch-amerikanischer Kunsthistoriker.

## Leben
Haverkamp-Begemann verbrachte seine frühe Jugend in der Kolonie Kemerowo (Sibirien), wo sein idealistisch gesinnter Vater einige Jahre beruflich tätig war. Nach der Rückkehr der Familie nach Holland in der Mitte der 1930er Jahre lebte diese in Haarlem. Nach einem Studium der Kunstgeschichte an den Universitäten Amsterdam und Utrecht arbeitete er ab 1950 als Kurator für Zeichnung und Malerei am Museum Boijmans in Rotterdam. Er heiratete 1954 in Amsterdam eine Amerikanerin, aus der Ehe gingen drei Kinder hervor.
1958 promovierte Begemann bei Jan Gerrit van Gelder an der Universität Utrecht mit einer Dissertation über den Rotterdamer Maler Willem Pietersz. Buytewech. Im folgenden Jahr übersiedelte er mit seiner Familie in die Vereinigten Staaten, wo er nach kurzen Tätigkeiten in Princeton und Harvard eine Professur an der Yale University erhielt. Damit war auch die Leitung der Art Gallery der Universität verbunden. Begemann verließ 1978 Yale, um eine Professur am Institute of Fine Arts an der New York University zu übernehmen. Nach dem Abschluss seine offiziellen Lehrtätigkeit folgte eine fruchtbare Forschungszeit als Privatgelehrter, in der die niederländische Kunstgeschichte im Zentrum stand.
Das wissenschaftliche Potenzial Begemanns, seine umfassende Kennerschaft und bibliographische Erfahrung, die in seiner weithin bekannten Privatbibliothek sichtbar war, wurde von vielen kunsthistorischen Institutionen in Anspruch genommen. Er arbeitete als Herausgeber von 14 Katalogbänden der Robert Lehman Collection im Metropolitan Museum of Art in New York. Von 2001 bis 2004 leitete er an der Pierpont Morgan Library die Abteilung für Zeichnung und Druckgraphik und war lange Jahre Mitherausgeber der Zeitschrift Master Drawings. Er gehörte ferner zu dem Beratergremium des Rembrandt Research Project in Amsterdam.
Begemann hatte eine große Zahl von Schülern, die auch auf seinem Fachgebiet tätig waren, darunter Ronni Baer, Alan Chong, Stephanie Dickey, Wayne Franitz, Emilie Gordenker, Thomas Kren, Otto Naumann, Nanette Salomon, Joaneath Spicer und Peter Sutton.

## Ehrungen
Begemann war Ritter des Ordens von Oranien-Nassau und seit 1978 Mitglied der Königlich Niederländischen Akademie der Wissenschaften. Anlässlich seines sechzigsten Geburtstags 1983 wurde ihm eine Festschrift (→ Literatur) gewidmet.

## Werke (Auswahl)
- Willem Buytewech. (Diss.), Amsterdam 1959.
- Hercules Seghers. Art and Architecture in the Netherlands. Amsterdam 1968.
- Hercules Seghers. The Complete Etchings. Den Haag 1973.
- The Achilles Series. Corpus Rubenianum Ludwig Burchard, Antwerpen 1975.
- Art and Autoradiography: Insights into the Genesis of Paintings by Rembrandt, Van Dyck, and Vermeer. New York 1982.
- Rembrandt. The Nightwatch. Princeton 1982.